# Charles Dançay
Charles Dançay, född omkring 1510, död 1589, var en fransk diplomat.
Dançay blev i början av Henrik II:s regering (1547-1559) ministerresident i Köpenhamn och inverkade på denna post på Nordens angelägenheter. Efter att Nordiska sjuårskriget brutit ut 1563 fick han sin regerings befallning att göra allt för att förlika den svenske och den danske kungen. Han bidrog till att fred slöts i Szczecin 1570. 
Två år därefter låg han i underhandling med Charles de Mornay och några missnöjda svenskar om att uppsätta en fransk prins, Henrik av Anjou, till regent i Sverige (komplotten 1574). Men prinsens val till kung i Polen omintetgjorde denna plan, som var gillad av franska hovet. Dançay beordrades till Henrik i Polen och ordnade dennes angelägenheter där efter hans flykt. Då han återkommit till Danmark arbetade han ivrigt för att stadfästa Frankrikes inflytande i Norden, på en giftermålsförbindelse mellan de svenska och franska kungahusen. Men med giftermålet blev det ingenting av, och en viss spänning tyckes ha inträtt i hans förhållande till Sverige.
Dançay avled i Danmark 1589. Han åtnjöt stort anseende, inte enbart som diplomat, utan även som lärd. Han hade nära kontakter med Danmarks främsta vetenskapsmän på den tiden (Tycho Brahe, Anders Sørensen Vedel med flera). Han gjorde tre besök i Sverige. Om de nordiska förhållandena finns många upplysningar i hans ministerberättelser.